# Jiří Ondra
Jiří Ondra (Uherské Hradiště, 7 giugno 1957) è un ex calciatore cecoslovacco, di ruolo difensore.